# Angela Ghelber
Angela Ghelber, née à Focșani le 21 janvier 1926 et morte le 10 janvier 2008, est une poète vaudoise d'origine roumaine.

## Biographie
Angela Ghelber suit des études au lycée à la Faculté de lettres de Bucarest avant d'embrasser la profession de bibliothécaire. Arrivée en Suisse en 1974, après un court exil en France, Angela Ghelber travaille au Département Missionnaire ainsi qu'à l'Institut d'histologie à Lausanne. 
Son œuvre littéraire, essentiellement poétique, comporte de nombreux recueils, parmi lesquels Poèmes dans la nuit (éditions de L'Âge d'Homme, 2005), Poèmes tardifs, son dernier recueil paru en décembre 2006. 
Membre de Pro Litteris, de la Société suisse des écrivaines et écrivains, de l'Association vaudoise des écrivains, Angela Ghelber vit à Épalinges jusqu'à son décès.

## Œuvres
- Les fontaines de l'âme, Lausanne, L'Age d'homme, 1976
- Célébration quotidienne, Romanel-sur-Lausanne, Ouverture, 1979
- Debout, dans l'ordre et l'harmonie de la création, Lausanne L'Age d'homme, 1983
- Le danseur de cordes, Paris, Caractères, 1985
- Regards éclatés, La Tronche, La vague à l'âme éditeur, 1988
- Graines de cœur, Romanel-sur-Lausanne, Ouverture, 1989
- Le chant du mime, Lausanne, L'Age d'homme, 1990,  (ISBN 2825101370)
- Trame unique, La Tronche, La vague à l'âme éditeur, 1991
- Le frémissement de l'air, Paris, Caractères, 1996,  (ISBN 285446169X)
- Le chant inépuisable, Paris, Caractères, 1997,  (ISBN 2854462068)
- La lumière des arbres, Paris, Caractères, 1999,  (ISBN 2854462572)
- Eternels instants, Lausanne, L'Age d'homme, 2002,  (ISBN 2825116963)
- Poèmes dans la nuit, Lausanne, L'Age d'homme, 2005,  (ISBN 2825136190)
- Poèmes tardifs, Lausanne, L'Age d'homme, 2006,  (ISBN 9782825137154)

## Sources
- « Angela Ghelber », sur la base de données des personnalités vaudoises sur la plateforme « Patrinum » de la Bibliothèque cantonale et universitaire de Lausanne.
- Anne-Lise Delacrétaz, Daniel Maggetti, Michael Pfister, Vincenzo Todisco, Lucia Walther, Écrivaines et écrivains d'aujourd'hui, Aarau, Sauerländer Verlage, 2002, p. 132
- Pierrette Kirchner-Zufferey, Sillages, 2008, cahier no 72, p. 49
- A D S - Autorinnen und Autoren der Schweiz - Autrices et Auteurs de Suisse - Autrici ed Autori della Svizzera
- BCU Lausanne - Recherche par première lettre - Fichier général des grands fonds